# 陽儀鳳
陽儀鳳，江西南昌县人，明朝政治人物、進士出身。

## 生平
永樂二年（1404年）甲申科進士。后選為翰林院庶吉士，編撰永樂大典。